# Liste der Nummer-eins-Hits in den USA (1982)
Dies ist eine Liste der Nummer-eins-Hits in den von Billboard ermittelten Charts in den USA (Hot 100) im Jahr 1982. In diesem Jahr gab es sechzehn Nummer-eins-Singles und zehn Nummer-eins-Alben.

## Singles
| ← 1981 ← | Liste der Nummer-eins-Hits in den USA | Liste der Nummer-eins-Hits in den USA | Liste der Nummer-eins-Hits in den USA                               | 1983 →                    |
| \| Zeitraum \| Wo. ges. \| Interpret \| Titel Autor(en) \| Zusätzliche Informationen \| \| (Zeitraum, Wochen auf Platz eins, Interpret, Titel, Autor[en], zusätzliche Informationen) \| \| \| \| \| \| ----------------------------------------------------------------------------------------- \| -------- \| ------------------------------ \| ----------------------------------------------------------------------- \| ------------------------- \| \| 21. November 1981 – 29. Januar 1982 10 Wochen (insgesamt 10) \| 10 \| Olivia Newton-John \| Physical[1] Steve Kipner, Terry Shaddick \| - \| \| 30. Januar 1982 – 5. Februar 1982 1 Woche (insgesamt 1) \| 1 \| Hall & Oates \| I Can’t Go for That (No Can Do)[2] Daryl Hall, John Oates, Sara Allen \| - \| \| 6. Februar 1982 – 19. März 1982 6 Wochen (insgesamt 6) \| 6 \| The J. Geils Band \| Centerfold[3] Seth Justman \| - \| \| 20. März 1982 – 7. Mai 1982 7 Wochen (insgesamt 7) \| 7 \| Joan Jett & The Blackhearts \| I Love Rock ’n’ Roll[4] Alan Merrill, Jake Hooker \| - \| \| 8. Mai 1982 – 14. Mai 1982 1 Woche (insgesamt 1) \| 1 \| Vangelis \| Chariots of Fire[5] Vangelis \| - \| \| 15. Mai 1982 – 2. Juli 1982 7 Wochen (insgesamt 7) \| 7 \| Paul McCartney & Stevie Wonder \| Ebony and Ivory[6] Paul McCartney \| - \| \| 3. Juli 1982 – 23. Juli 1982 3 Wochen (insgesamt 3) \| 3 \| The Human League \| Don’t You Want Me[7] Jo Callis, Philip Oakey, Philip Adrian Wright \| - \| \| 24. Juli 1982 – 3. September 1982 6 Wochen (insgesamt 6) \| 6 \| Survivor \| Eye of the Tiger[8] Frankie Sullivan, Jim Peterik \| - \| \| 4. September 1982 – 10. September 1982 1 Woche (insgesamt 2) \| 2 \| Steve Miller Band \| Abracadabra[9] Steve Miller \| - \| \| 11. September 1982 – 24. September 1982 2 Wochen (insgesamt 2) \| 2 \| Chicago \| Hard to Say I’m Sorry[10] Peter Cetera, David Foster \| - \| \| 25. September 1982 – 1. Oktober 1982 1 Woche (insgesamt 2) \| 2 \| Steve Miller Band \| Abracadabra Steve Miller \| - \| \| 2. Oktober 1982 – 29. Oktober 1982 4 Wochen (insgesamt 4) \| 4 \| John Mellencamp \| Jack & Diane[11] John Mellencamp \| - \| \| 30. Oktober 1982 – 5. November 1982 1 Woche (insgesamt 1) \| 1 \| Men at Work \| Who Can It Be Now?[12] Colin Hay \| - \| \| 6. November 1982 – 26. November 1982 3 Wochen (insgesamt 3) \| 3 \| Joe Cocker & Jennifer Warnes \| Up Where We Belong[13] Jack Nitzsche, Buffy Sainte-Marie, Will Jennings \| - \| \| 27. November 1982 – 10. Dezember 1982 2 Wochen (insgesamt 2) \| 2 \| Lionel Richie \| Truly[14] Lionel Richie \| - \| \| 11. Dezember 1982 – 17. Dezember 1982 1 Woche (insgesamt 1) \| 1 \| Toni Basil \| Mickey[15] Mike Chapman, Nicky Chinn \| - \| \| 18. Dezember 1982 – 14. Januar 1983 4 Wochen (insgesamt 4) \| 4 \| Hall & Oates \| Maneater[16] Daryl Hall, John Oates, Sara Allen \| - \| |                                       |                                       |                                                                     |                           |
| ← 1981 |                                       |                                       |                                                                     | → 1983 →                  |
| Zeitraum | Wo. ges.                              | Interpret                             | Titel Autor(en)                                                     | Zusätzliche Informationen |
| (Zeitraum, Wochen auf Platz eins, Interpret, Titel, Autor[en], zusätzliche Informationen) |                                       |                                       |                                                                     |                           |
| 21. November 1981 – 29. Januar 1982 10 Wochen (insgesamt 10) | 10                                    | Olivia Newton-John                    | Physical Steve Kipner, Terry Shaddick                               | -                         |
| 30. Januar 1982 – 5. Februar 1982 1 Woche (insgesamt 1) | 1                                     | Hall & Oates                          | I Can’t Go for That (No Can Do) Daryl Hall, John Oates, Sara Allen  | -                         |
| 6. Februar 1982 – 19. März 1982 6 Wochen (insgesamt 6) | 6                                     | The J. Geils Band                     | Centerfold Seth Justman                                             | -                         |
| 20. März 1982 – 7. Mai 1982 7 Wochen (insgesamt 7) | 7                                     | Joan Jett & The Blackhearts           | I Love Rock ’n’ Roll Alan Merrill, Jake Hooker                      | -                         |
| 8. Mai 1982 – 14. Mai 1982 1 Woche (insgesamt 1) | 1                                     | Vangelis                              | Chariots of Fire Vangelis                                           | -                         |
| 15. Mai 1982 – 2. Juli 1982 7 Wochen (insgesamt 7) | 7                                     | Paul McCartney & Stevie Wonder        | Ebony and Ivory Paul McCartney                                      | -                         |
| 3. Juli 1982 – 23. Juli 1982 3 Wochen (insgesamt 3) | 3                                     | The Human League                      | Don’t You Want Me Jo Callis, Philip Oakey, Philip Adrian Wright     | -                         |
| 24. Juli 1982 – 3. September 1982 6 Wochen (insgesamt 6) | 6                                     | Survivor                              | Eye of the Tiger Frankie Sullivan, Jim Peterik                      | -                         |
| 4. September 1982 – 10. September 1982 1 Woche (insgesamt 2) | 2                                     | Steve Miller Band                     | Abracadabra Steve Miller                                            | -                         |
| 11. September 1982 – 24. September 1982 2 Wochen (insgesamt 2) | 2                                     | Chicago                               | Hard to Say I’m Sorry Peter Cetera, David Foster                    | -                         |
| 25. September 1982 – 1. Oktober 1982 1 Woche (insgesamt 2) | 2                                     | Steve Miller Band                     | Abracadabra Steve Miller                                            | -                         |
| 2. Oktober 1982 – 29. Oktober 1982 4 Wochen (insgesamt 4) | 4                                     | John Mellencamp                       | Jack & Diane John Mellencamp                                        | -                         |
| 30. Oktober 1982 – 5. November 1982 1 Woche (insgesamt 1) | 1                                     | Men at Work                           | Who Can It Be Now? Colin Hay                                        | -                         |
| 6. November 1982 – 26. November 1982 3 Wochen (insgesamt 3) | 3                                     | Joe Cocker & Jennifer Warnes          | Up Where We Belong Jack Nitzsche, Buffy Sainte-Marie, Will Jennings | -                         |
| 27. November 1982 – 10. Dezember 1982 2 Wochen (insgesamt 2) | 2                                     | Lionel Richie                         | Truly Lionel Richie                                                 | -                         |
| 11. Dezember 1982 – 17. Dezember 1982 1 Woche (insgesamt 1) | 1                                     | Toni Basil                            | Mickey Mike Chapman, Nicky Chinn                                    | -                         |
| 18. Dezember 1982 – 14. Januar 1983 4 Wochen (insgesamt 4) | 4                                     | Hall & Oates                          | Maneater Daryl Hall, John Oates, Sara Allen                         | -                         |

## Alben
| ← 1981 ← | Liste der Nummer-eins-Alben in den USA | Liste der Nummer-eins-Alben in den USA | Liste der Nummer-eins-Alben in den USA  | 1983 →                    |
| \| Zeitraum \| Wo. ges. \| Interpret \| Titel \| Zusätzliche Informationen \| \| (Zeitraum, Wochen auf Platz eins, Interpret, Titel, zusätzliche Informationen) \| \| \| \| \| \| ------------------------------------------------------------------------------ \| -------- \| ----------------- \| ------------------------------------------- \| ------------------------- \| \| 26. Dezember 1981 – 15. Januar 1982 3 Wochen (insgesamt 3) \| 3 \| AC/DC \| For Those About to Rock (We Salute You)[17] \| - \| \| 16. Januar 1982 – 5. Februar 1982 3 Wochen (insgesamt 10) \| 10 \| Foreigner \| 4[18] \| - \| \| 6. Februar 1982 – 5. März 1982 4 Wochen (insgesamt 4) \| 4 \| The J. Geils Band \| Freeze-Frame[19] \| - \| \| 6. März 1982 – 16. April 1982 6 Wochen (insgesamt 6) \| 6 \| Go-Go’s \| Beauty and the Beat[20] \| - \| \| 17. April 1982 – 14. Mai 1982 4 Wochen (insgesamt 4) \| 4 \| Vangelis \| Chariots of Fire[21] \| - \| \| 15. Mai 1982 – 28. Mai 1982 2 Wochen (insgesamt 2) \| 2 \| Asia \| Asia[22] \| - \| \| 29. Mai 1982 – 18. Juni 1982 3 Wochen (insgesamt 4) \| 4 \| Paul McCartney \| Tug of War[23] \| - \| \| 19. Juni 1982 – 6. August 1982 7 Wochen (insgesamt 9) \| 9 \| Asia \| Asia \| - \| \| 7. August 1982 – 10. September 1982 5 Wochen (insgesamt 5) \| 5 \| Fleetwood Mac \| Mirage[24] \| - \| \| 11. September 1982 – 12. November 1982 9 Wochen (insgesamt 9) \| 9 \| John Cougar \| American Fool[25] \| - \| \| 12. November 1982 – 31. Dezember 1982 7 Wochen (insgesamt 7) \| 7 \| Men at Work \| Business as Usual[26] \| - \| |                                        |                                        |                                         |                           |
| ← 1981 |                                        |                                        |                                         | → 1983 →                  |
| Zeitraum | Wo. ges.                               | Interpret                              | Titel                                   | Zusätzliche Informationen |
| (Zeitraum, Wochen auf Platz eins, Interpret, Titel, zusätzliche Informationen) |                                        |                                        |                                         |                           |
| 26. Dezember 1981 – 15. Januar 1982 3 Wochen (insgesamt 3) | 3                                      | AC/DC                                  | For Those About to Rock (We Salute You) | -                         |
| 16. Januar 1982 – 5. Februar 1982 3 Wochen (insgesamt 10) | 10                                     | Foreigner                              | 4                                       | -                         |
| 6. Februar 1982 – 5. März 1982 4 Wochen (insgesamt 4) | 4                                      | The J. Geils Band                      | Freeze-Frame                            | -                         |
| 6. März 1982 – 16. April 1982 6 Wochen (insgesamt 6) | 6                                      | Go-Go’s                                | Beauty and the Beat                     | -                         |
| 17. April 1982 – 14. Mai 1982 4 Wochen (insgesamt 4) | 4                                      | Vangelis                               | Chariots of Fire                        | -                         |
| 15. Mai 1982 – 28. Mai 1982 2 Wochen (insgesamt 2) | 2                                      | Asia                                   | Asia                                    | -                         |
| 29. Mai 1982 – 18. Juni 1982 3 Wochen (insgesamt 4) | 4                                      | Paul McCartney                         | Tug of War                              | -                         |
| 19. Juni 1982 – 6. August 1982 7 Wochen (insgesamt 9) | 9                                      | Asia                                   | Asia                                    | -                         |
| 7. August 1982 – 10. September 1982 5 Wochen (insgesamt 5) | 5                                      | Fleetwood Mac                          | Mirage                                  | -                         |
| 11. September 1982 – 12. November 1982 9 Wochen (insgesamt 9) | 9                                      | John Cougar                            | American Fool                           | -                         |
| 12. November 1982 – 31. Dezember 1982 7 Wochen (insgesamt 7) | 7                                      | Men at Work                            | Business as Usual                       | -                         |